# Janko Oberški
Janko Oberški (15. studenog 1893., Strmec Humski - 2. ožujka 1969., Zagreb), hrvatski katolički svećenik, povjesničar i teolog i nekadašnji dekan zagrebačkog KBF-a.

## Životopis
Janko Oberški rođen je 15. studenog 1893. u Strmecu Humskom, malom mjestu blizu Huma na Sutli, u Krapinsko-zagorskoj županiji. Nakon studija bogoslovlja na zagrebačkom fakultetu, 1918. biva zaređen za svećenika. Promaknut je u doktora bogoslovlja 1921. radom Hrvati prema nepogrješivosti papinoj prigodom Vatikanskog sabora god. 1869./70. Na Papinskom biblijskom institutu u Rimu postigao je 1936. licencijat biblijske struke. Imenovan je 1938. privatnim docentom na zagrebačkom Bogoslovnom fakultetu, a 1941. redovitim profesorom. Nakon Drugog svjetskog rata postao je dekan. Umro je 2. ožujka 1969. u Zagrebu.

## Djelatnost
Od 1935. do 1937. bio je glavni urednik Katoličkog lista, od 1939. do 1945. suradnik Bogoslovne smotre, od 1947. predsjednik Staroslavenske akademije, a od 1952. predsjednik Hrvatskog književnog društva. Napisao je niz rasprava o biblijskoj povijesti i arheologiji u Katoličkom listu, Bogoslovnoj smotri i Hrvatskoj straži; ističe mu se djelo Govori biskupa Strossmayera na Vatikanskom saboru iz 1929. Autor je i jedinog priručnika aramejskog i sirskog jezika pod nazivom "Elementi sirskog i aramejskog jezika: skripta", izdanog 1949. u nakladi zagrebačkog sveučilišta.